# Списак IC објеката (1—999)
Ово је потпуни списак IC објеката (1—999) дубоког неба у IC каталогу (енгл. Index Catalogue). Информација о сазвежђима је узета из „The Complete New General Catalogue and Index Catalogue of Nebulae and Star Clusters, J. L. E. Dreyer”, преко  сервиса.
Морфолошки типови галаксија и објеката који су чланови Малог Магелановог облака су добијени преко  вангалактичке базе. Остали подаци у табелама су из   астрономске базе података, осим ако није другачије назначено.
- IC 1
- IC 2
- IC 3
- IC 4
- IC 5
- IC 6
- IC 7
- IC 8
- IC 9
- IC 10
- IC 11
- IC 12
- IC 13
- IC 14
- IC 15
- IC 16
- IC 17
- IC 18
- IC 19
- IC 20
- IC 21
- IC 22
- IC 23
- IC 24
- IC 25
- IC 26
- IC 27
- IC 28
- IC 29
- IC 30
- IC 31
- IC 32
- IC 33
- IC 34
- IC 35
- IC 36
- IC 37
- IC 38
- IC 39
- IC 40
- IC 41
- IC 42
- IC 43
- IC 44
- IC 45
- IC 46
- IC 47
- IC 48
- IC 49
- IC 50
- IC 51
- IC 52
- IC 53
- IC 54
- IC 55
- IC 56
- IC 57
- IC 58
- IC 59
- IC 60
- IC 61
- IC 62
- IC 63
- IC 64
- IC 65
- IC 66
- IC 67
- IC 68
- IC 69
- IC 70
- IC 71
- IC 72
- IC 73
- IC 74
- IC 75
- IC 76
- IC 77
- IC 78
- IC 79
- IC 80
- IC 81
- IC 82
- IC 83
- IC 84
- IC 85
- IC 86
- IC 87
- IC 88
- IC 89
- IC 90
- IC 91
- IC 92
- IC 93
- IC 94
- IC 95
- IC 96
- IC 97
- IC 98
- IC 99
- IC 100
- IC 101
- IC 102
- IC 103
- IC 104
- IC 105
- IC 106
- IC 107
- IC 108
- IC 109
- IC 110
- IC 111
- IC 112
- IC 113
- IC 114
- IC 115
- IC 116
- IC 117
- IC 118
- IC 119
- IC 120
- IC 121
- IC 122
- IC 123
- IC 124
- IC 125
- IC 126
- IC 127
- IC 128
- IC 129
- IC 130
- IC 131
- IC 132
- IC 133
- IC 134
- IC 135
- IC 136
- IC 137
- IC 138
- IC 139
- IC 140
- IC 141
- IC 142
- IC 143
- IC 144
- IC 145
- IC 146
- IC 147
- IC 148
- IC 149
- IC 150
- IC 151
- IC 152
- IC 153
- IC 154
- IC 155
- IC 156
- IC 157
- IC 158
- IC 159
- IC 160
- IC 161
- IC 162
- IC 163
- IC 164
- IC 165
- IC 166
- IC 167
- IC 168
- IC 169
- IC 170
- IC 171
- IC 172
- IC 173
- IC 174
- IC 175
- IC 176
- IC 177
- IC 178
- IC 179
- IC 180
- IC 181
- IC 182
- IC 183
- IC 184
- IC 185
- IC 186
- IC 187
- IC 188
- IC 189
- IC 190
- IC 191
- IC 192
- IC 193
- IC 194
- IC 195
- IC 196
- IC 197
- IC 198
- IC 199
- IC 200
- IC 201
- IC 202
- IC 203
- IC 204
- IC 205
- IC 206
- IC 207
- IC 208
- IC 209
- IC 210
- IC 211
- IC 212
- IC 213
- IC 214
- IC 215
- IC 216
- IC 217
- IC 218
- IC 219
- IC 220
- IC 221
- IC 222
- IC 223
- IC 224
- IC 225
- IC 226
- IC 227
- IC 228
- IC 229
- IC 230
- IC 231
- IC 232
- IC 233
- IC 234
- IC 235
- IC 236
- IC 237
- IC 238
- IC 239
- IC 240
- IC 241
- IC 242
- IC 243
- IC 244
- IC 245
- IC 246
- IC 247
- IC 248
- IC 249
- IC 250
- IC 251
- IC 252
- IC 253
- IC 254
- IC 255
- IC 256
- IC 257
- IC 258
- IC 259
- IC 260
- IC 261
- IC 262
- IC 263
- IC 264
- IC 265
- IC 266
- IC 267
- IC 268
- IC 269
- IC 270
- IC 271
- IC 272
- IC 273
- IC 274
- IC 275
- IC 276
- IC 277
- IC 278
- IC 279
- IC 280
- IC 281
- IC 282
- IC 283
- IC 284
- IC 285
- IC 286
- IC 287
- IC 288
- IC 289
- IC 290
- IC 291
- IC 292
- IC 293
- IC 294
- IC 295
- IC 296
- IC 297
- IC 298
- IC 299
- IC 300
- IC 301
- IC 302
- IC 303
- IC 304
- IC 305
- IC 306
- IC 307
- IC 308
- IC 309
- IC 310
- IC 311
- IC 312
- IC 313
- IC 314
- IC 315
- IC 316
- IC 317
- IC 318
- IC 319
- IC 320
- IC 321
- IC 322
- IC 323
- IC 324
- IC 325
- IC 326
- IC 327
- IC 328
- IC 329
- IC 330
- IC 331
- IC 332
- IC 333
- IC 334
- IC 335
- IC 336
- IC 337
- IC 338
- IC 339
- IC 340
- IC 341
- IC 342
- IC 343
- IC 344
- IC 345
- IC 346
- IC 347
- IC 348
- IC 349
- IC 350
- IC 351
- IC 352
- IC 353
- IC 354
- IC 355
- IC 356
- IC 357
- IC 358
- IC 359
- IC 360
- IC 361
- IC 362
- IC 363
- IC 364
- IC 365
- IC 366
- IC 367
- IC 368
- IC 369
- IC 370
- IC 371
- IC 372
- IC 373
- IC 374
- IC 375
- IC 376
- IC 377
- IC 378
- IC 379
- IC 380
- IC 381
- IC 382
- IC 383
- IC 384
- IC 385
- IC 386
- IC 387
- IC 388
- IC 389
- IC 390
- IC 391
- IC 392
- IC 393
- IC 394
- IC 395
- IC 396
- IC 397
- IC 398
- IC 399
- IC 400
- IC 401
- IC 402
- IC 403
- IC 404
- IC 405
- IC 406
- IC 407
- IC 408
- IC 409
- IC 410
- IC 411
- IC 412
- IC 413
- IC 414
- IC 415
- IC 416
- IC 417
- IC 418
- IC 419
- IC 420
- IC 421
- IC 422
- IC 423
- IC 424
- IC 425
- IC 426
- IC 427
- IC 428
- IC 429
- IC 430
- IC 431
- IC 432
- IC 433
- IC 434
- IC 435
- IC 436
- IC 437
- IC 438
- IC 439
- IC 440
- IC 441
- IC 442
- IC 443
- IC 444
- IC 445
- IC 446
- IC 447
- IC 448
- IC 449
- IC 450
- IC 451
- IC 452
- IC 453
- IC 454
- IC 455
- IC 456
- IC 457
- IC 458
- IC 459
- IC 460
- IC 461
- IC 462
- IC 463
- IC 464
- IC 465
- IC 466
- IC 467
- IC 468
- IC 469
- IC 470
- IC 471
- IC 472
- IC 473
- IC 474
- IC 475
- IC 476
- IC 477
- IC 478
- IC 479
- IC 480
- IC 481
- IC 482
- IC 483
- IC 484
- IC 485
- IC 486
- IC 487
- IC 488
- IC 489
- IC 490
- IC 491
- IC 492
- IC 493
- IC 494
- IC 495
- IC 496
- IC 497
- IC 498
- IC 499
- IC 500
- IC 501
- IC 502
- IC 503
- IC 504
- IC 505
- IC 506
- IC 507
- IC 508
- IC 509
- IC 510
- IC 511
- IC 512
- IC 513
- IC 514
- IC 515
- IC 516
- IC 517
- IC 518
- IC 519
- IC 520
- IC 521
- IC 522
- IC 523
- IC 524
- IC 525
- IC 526
- IC 527
- IC 528
- IC 529
- IC 530
- IC 531
- IC 532
- IC 533
- IC 534
- IC 535
- IC 536
- IC 537
- IC 538
- IC 539
- IC 540
- IC 541
- IC 542
- IC 543
- IC 544
- IC 545
- IC 546
- IC 547
- IC 548
- IC 549
- IC 550
- IC 551
- IC 552
- IC 553
- IC 554
- IC 555
- IC 556
- IC 557
- IC 558
- IC 559
- IC 560
- IC 561
- IC 562
- IC 563
- IC 564
- IC 565
- IC 566
- IC 567
- IC 568
- IC 569
- IC 570
- IC 571
- IC 572
- IC 573
- IC 574
- IC 575
- IC 576
- IC 577
- IC 578
- IC 579
- IC 580
- IC 581
- IC 582
- IC 583
- IC 584
- IC 585
- IC 586
- IC 587
- IC 588
- IC 589
- IC 590
- IC 591
- IC 592
- IC 593
- IC 594
- IC 595
- IC 596
- IC 597
- IC 598
- IC 599
- IC 600
- IC 601
- IC 602
- IC 603
- IC 604
- IC 605
- IC 606
- IC 607
- IC 608
- IC 609
- IC 610
- IC 611
- IC 612
- IC 613
- IC 614
- IC 615
- IC 616
- IC 617
- IC 618
- IC 619
- IC 620
- IC 621
- IC 622
- IC 623
- IC 624
- IC 625
- IC 626
- IC 627
- IC 628
- IC 629
- IC 630
- IC 631
- IC 632
- IC 633
- IC 634
- IC 635
- IC 636
- IC 637
- IC 638
- IC 639
- IC 640
- IC 641
- IC 642
- IC 643
- IC 644
- IC 645
- IC 646
- IC 647
- IC 648
- IC 649
- IC 650
- IC 651
- IC 652
- IC 653
- IC 654
- IC 655
- IC 656
- IC 657
- IC 658
- IC 659
- IC 660
- IC 661
- IC 662
- IC 663
- IC 664
- IC 665
- IC 666
- IC 667
- IC 668
- IC 669
- IC 670
- IC 671
- IC 672
- IC 673
- IC 674
- IC 675
- IC 676
- IC 677
- IC 678
- IC 679
- IC 680
- IC 681
- IC 682
- IC 683
- IC 684
- IC 685
- IC 686
- IC 687
- IC 688
- IC 689
- IC 690
- IC 691
- IC 692
- IC 693
- IC 694
- IC 695
- IC 696
- IC 697
- IC 698
- IC 699
- IC 700
- IC 701
- IC 702
- IC 703
- IC 704
- IC 705
- IC 706
- IC 707
- IC 708
- IC 709
- IC 710
- IC 711
- IC 712
- IC 713
- IC 714
- IC 715
- IC 716
- IC 717
- IC 718
- IC 719
- IC 720
- IC 721
- IC 722
- IC 723
- IC 724
- IC 725
- IC 726
- IC 727
- IC 728
- IC 729
- IC 730
- IC 731
- IC 732
- IC 733
- IC 734
- IC 735
- IC 736
- IC 737
- IC 738
- IC 739
- IC 740
- IC 741
- IC 742
- IC 743
- IC 744
- IC 745
- IC 746
- IC 747
- IC 748
- IC 749
- IC 750
- IC 751
- IC 752
- IC 753
- IC 754
- IC 755
- IC 756
- IC 757
- IC 758
- IC 759
- IC 760
- IC 761
- IC 762
- IC 763
- IC 764
- IC 765
- IC 766
- IC 767
- IC 768
- IC 769
- IC 770
- IC 771
- IC 772
- IC 773
- IC 774
- IC 775
- IC 776
- IC 777
- IC 778
- IC 779
- IC 780
- IC 781
- IC 782
- IC 783
- IC 784
- IC 785
- IC 786
- IC 787
- IC 788
- IC 789
- IC 790
- IC 791
- IC 792
- IC 793
- IC 794
- IC 795
- IC 796
- IC 797
- IC 798
- IC 799
- IC 800
- IC 801
- IC 802
- IC 803
- IC 804
- IC 805
- IC 806
- IC 807
- IC 808
- IC 809
- IC 810
- IC 811
- IC 812
- IC 813
- IC 814
- IC 815
- IC 816
- IC 817
- IC 818
- IC 819
- IC 820
- IC 821
- IC 822
- IC 823
- IC 824
- IC 825
- IC 826
- IC 827
- IC 828
- IC 829
- IC 830
- IC 831
- IC 832
- IC 833
- IC 834
- IC 835
- IC 836
- IC 837
- IC 838
- IC 839
- IC 840
- IC 841
- IC 842
- IC 843
- IC 844
- IC 845
- IC 846
- IC 847
- IC 848
- IC 849
- IC 850
- IC 851
- IC 852
- IC 853
- IC 854
- IC 855
- IC 856
- IC 857
- IC 858
- IC 859
- IC 860
- IC 861
- IC 862
- IC 863
- IC 864
- IC 865
- IC 866
- IC 867
- IC 868
- IC 869
- IC 870
- IC 871
- IC 872
- IC 873
- IC 874
- IC 875
- IC 876
- IC 877
- IC 878
- IC 879
- IC 880
- IC 881
- IC 882
- IC 883
- IC 884
- IC 885
- IC 886
- IC 887
- IC 888
- IC 889
- IC 890
- IC 891
- IC 892
- IC 893
- IC 894
- IC 895
- IC 896
- IC 897
- IC 898
- IC 899
- IC 900
- IC 901
- IC 902
- IC 903
- IC 904
- IC 905
- IC 906
- IC 907
- IC 908
- IC 909
- IC 910
- IC 911
- IC 912
- IC 913
- IC 914
- IC 915
- IC 916
- IC 917
- IC 918
- IC 919
- IC 920
- IC 921
- IC 922
- IC 923
- IC 924
- IC 925
- IC 926
- IC 927
- IC 928
- IC 929
- IC 930
- IC 931
- IC 932
- IC 933
- IC 934
- IC 935
- IC 936
- IC 937
- IC 938
- IC 939
- IC 940
- IC 941
- IC 942
- IC 943
- IC 944
- IC 945
- IC 946
- IC 947
- IC 948
- IC 949
- IC 950
- IC 951
- IC 952
- IC 953
- IC 954
- IC 955
- IC 956
- IC 957
- IC 958
- IC 959
- IC 960
- IC 961
- IC 962
- IC 963
- IC 964
- IC 965
- IC 966
- IC 967
- IC 968
- IC 969
- IC 970
- IC 971
- IC 972
- IC 973
- IC 974
- IC 975
- IC 976
- IC 977
- IC 978
- IC 979
- IC 980
- IC 981
- IC 982
- IC 983
- IC 984
- IC 985
- IC 986
- IC 987
- IC 988
- IC 989
- IC 990
- IC 991
- IC 992
- IC 993
- IC 994
- IC 995
- IC 996
- IC 997
- IC 998
- IC 999